# The Derby Stallion
The Derby Stallion (Alma de Campeão) é um filme norte-americano de 2005, protagonizado por Zac Efron.

## Sinopse
The Derby Stallion conta a história de Patrick McCardle (Zac Efron), um garoto que tem o sonho de ser vencedor da corrida de cavalos de sua cidade. Apesar de muitas perdas e problemas, este garoto consegue realizar seu sonho.

## Elenco
- Bill Cobbs - Houston Jones
- Zac Efron - Patrick McCardle
- Crystal Hunt - Jill Overton
- William R. Moses - Jim McCardle
- Tonja Walker - Linda McCardle
- Rob Pinkston - Chuck Overton
- Colton James - Donald
- Michael Nardelli - Randy Adams
- Billy Preston - Will Gentry
- Isabella Davidson - Tammy McCardle
- Abrianna Davidson - Annie McCardle